# Хајлигенштат ин Оберфранкен
Хајлигенштат ин Оберфранкен (њем. Heiligenstadt in Oberfranken) град је у њемачкој савезној држави Баварска. Једно је од 36 општинских средишта округа Бамберг. Према процјени из 2010. у граду је живјело 3.686 становника. Посједује регионалну шифру (AGS) 9471142.

## Географски и демографски подаци
Хајлигенштат ин Оберфранкен се налази у савезној држави Баварска у округу Бамберг. Град се налази на надморској висини од 304 метра. Површина општине износи 76,7 km². У самом граду је, према процјени из 2010. године, живјело 3.686 становника. Просјечна густина становништва износи 48 становника/km².

## Међународна сарадња
| Мјесто | Држава    | Врста сарадње | Од    |
| ------ | --------- | ------------- | ----- |
|        | Француска | контакт       | 2000. |
| Извор  |           |               |       |